# Kramarzynki
Kramarzynki (kaszb. Kramarzënkë) –  nieoficjalna nazwa  przysiółka wsi Kramarzyny w Polsce położona na Pojezierzu Bytowskim, w województwie pomorskim, w powiecie bytowskim, w gminie Tuchomie.
Miejscowość położona jest 1 km na północ od drogi krajowej nr 20 ze Stargardu do Gdyni.
Osada wchodzi w skład sołectwa Kramarzyny.
W latach 1975–1998 miejscowość administracyjnie należała do województwa słupskiego.